# Jean Claude Ishimwe
Jean Claude Ishimwe ist ein ruandischer Fußballschiedsrichter. Seit 2015 steht er auf der FIFA-Schiedsrichterliste.

## Karriere

### Vereinsmannschaften
Sein erstes bekanntes geleitetes Spiel beim CAF Confederation Cup war am 14. Februar 2016 eine Vorrundenpartie sowie später noch ein Gruppenspiel innerhalb der Saison 2016. Später bekam er ab der Saison 2018 auch Einsätze in der CAF Champions League.

### Nationalmannschaften
Das erste für ihn nachweisbare Spiel zwischen A-Nationalmannschaften war am 11. Oktober 2015 in der Qualifikation für die Weltmeisterschaft 2018. Nach ein paar Partien für Turniere von U- als auch A-Nationalmannschaften wurde er auch in einer Gruppenpartie beim U-20-Afrika-Cup 2019 eingesetzt. Später kam noch ein geleitetes Gruppenspiel bei der Afrikanischen Nationenmeisterschaft 2021 und ein weiteres sowie ein Viertelfinale beim U-20-Afrika Cup 2023 dazu.